# Liste der Monuments historiques in Montigny-le-Guesdier
Die Liste der Monuments historiques in Montigny-le-Guesdier führt die Monuments historiques in der französischen Gemeinde Montigny-le-Guesdier auf.

## Liste der Bauwerke
| Bezeichnung       | Beschreibung                                      | Standort                          | Kennzeichnung | Schutzstatus | Datum | Bild           |
| ----------------- | ------------------------------------------------- | --------------------------------- | ------------- | ------------ | ----- | -------------- |
| Kirche St-Jacques |                                                   | (Lage)                            | PA00087129    | Inscrit      | 1931  | weitere Bilder |
| Zehntscheune      | Erbaut in der zweiten Hälfte des 16. Jahrhunderts | 2, rue de la Queue-du-Loup (Lage) | PA77000008    | Inscrit      | 1997  |                |

## Liste der Objekte
Zum Verständnis siehe: Kirchenausstattung
- Monuments historiques (Objekte) in Montigny-le-Guesdier in der Base Palissy des französischen Kultusministeriums